# チン・テムル
チン・テムルとは、 モンゴル帝国に仕えた文官の一人。オングト部あるいはカラ・キタイの出身で、 イラン方面におけるモンゴル帝国の統治機関(研究者によってイラン総督府と呼称する)の初代長官となった。

## 概要

### 生い立ち
チン・テムルの出自については2通りの説が伝わっており、ジュヴァイニーはカラ・キタイの出身とするのに対して、『集史』はオングト部の出身とする。
チンギス・カンの中央アジア遠征時にはジョチ率いる部隊に所属し、1220年にはジャンド市に降伏勧告を行う使者となり、その後ホラズムのダルガチに任ぜられてウルゲンチ(元ホラズム・シャー朝の首都)に駐屯していた。

### イラン への出向
チンギス・カンが中央アジア遠征から引き上げた後、旧ホラズム領の中でモンゴル軍による被害が最も大きかったホラーサーン州は治安がきわめて悪化し、特にチンギス・カンの死後にホラズムの残党が復活する兆しをみせていた。このような事態に対処するため、オゴデイとトゥルイらの協議によってチョルマグン率いるタンマチ（辺境鎮戍軍）の派遣が決定され、このタンマチ軍の後方支援を行うよう命じられたのがチン・テムルであった。
チン・テムルは命を受けると1230年頃にホラズム州からホラーサーン州に入り、これに多数のホラズム人行政官が同行した。また、チン・テムルの下にはチンギス・カンの諸子がそれぞれ自らの代理人としてクル・ボラト、ノサル、ヒジル・ブカ、イェケらを派遣しており、彼らの帯同するビチクチ（書記官）がイラン統治の実務を担った。
チン・テムルがホラーサーンに入った頃、 チョルマグンが設置したダルガチをジャラールッディーン・メングベルディーの配下の武将カラチャとヤガン・ソンコルが殺害するという事件が生じており、これを聞いたオゴデイはインド方面のタンマチ司令官ダイルにホラーサーンに出兵するよう命じていた。しかし、チン・テムルはこの命令が実行に移される前に自らクル・ボラドを派遣してカラチャらを討伐し、独力でホラーサーンの治安を回復させた。
ダイルはオゴデイの勅令をたてにホラーサーン州の統治は自らに任せられたことであり、チン・テムルは手を引くようにと通達し、チョルマグンもこれを支持したが、チン・テムルはこれを拒否した。このようなダイルら武官の行動に対抗するため、チン・テムルはクル・ボラトをオゴデイの下に派遣し、ホラーサーン州の実情と自らの立場を主張させることとした。この時、チン・テムルはホラーサーン、マーザンダラン一帯の有力者も同行させたため、クル・ボラトを迎えたオゴデイは大いに喜んで「チョルマグンは出征以来、多くの国々を打従えたが,、未だ一人の国王も我等のもとに送ってこない。チン・テムルはその領域も狭く、資源も少いのに、このような忠勤を励んだ。彼を称讃する。ホラーサーンとマーザンダラーンの長官職を彼の名前で確認する。チョルマグン及び他の長官たちは干渉の手を引くように」と述べたという。 オゴデイは全員に金のパイザと朱印勅書を与え、ここにおいてチン・テムルはオゴデイの勅令（ジャルリグ）の下、正式にイラン方面の行政をゆだねられることとなった。

### イラン総督府長官として
クル・ボラトによって勅令がもたらされると、チン・テムルはイラン総督府の整備を始めた。ホラズム官僚の代表者シャラフッディーン・ホラズミーを大ビチクチに、ホラーサーン官僚の代表者バハーウッディーンを財務庁の長官（サーヒブ・ディーワーン）に任じ、この2名が中心となってイラン統治は進められた。
チン・テムルによる統治機構の整備によって初めてイラン一帯においてモンゴル勢力による徴税が始まり、イランにおけるモンゴル人の立場は変化を始めた。ジュヴァイニーはチン・テムルの統治を評して「モンゴル人には当初黄金・宝石に対する関心はなかった。チン・テムルが権力を得るや、この貴人はその才能を顕現させて、彼等の心中に金銭を甘美なものとした」と述べている。
チン・テムルはオゴデイの第2回クリルタイにあわせてウイグル人書記のクルクズをカラコルムに派遣し、クルクズはその雄弁さによってオゴデイから認められた。しかし、これらの使節団がホラーサーンに帰還する前にチン・テムルは病死した。
チン・テムルの死後、オゴデイの命によってジョチ家から出向していたノサルが第2代総督に任ぜられたが、ノサルは当時かなりの高齢であったため、実権はやがてクルクズに移り彼が第3代総督となった。

### 子孫
『集史』「オングト部族志」にはチン・テムルの子供にはクチ・テムル、オン・テムルらがいたと記録されている。チン・テムルの死亡後、第3代総督となったクルグズは チン・テムルがつれてきたホラズム官僚を冷遇し官僚を重用したため、これに不満を抱いたホラズム官僚はチン・テムルの息子の一人エドグ・テムルを中心としてクルグズを失脚させるべく行動を始めたが、最終的にはクルクズの勝利に終わった。

## イラン総督府歴代総督
1. チン・テムル
2. ノサル
3. クルクズ
4. アルグン・アカ